# Wang Nan
Wang Nan (chino: 王楠, pinyin: Wáng Nán, nacida el 23 de octubre de 1978 en Fushun, Liaoning), es una jugadora china de tenis de mesa. Wang permaneció en la primera posición del ranking ITTF desde enero de 1999 hasta noviembre de 2002. Es zurda y empezó a jugar al tenis de mesa cuando tenía 7 años.

## Trayectoria
En 1995, Wang fue seleccionada para el equipo nacional y comenzó a representar a China en competiciones importantes, como el Campeonato del mundo de Tenis de Mesa, la Copa del Mundo de Tenis de Mesa de Mujeres, y los Juegos Olímpicos. En 1997 y 1998 ganó la Copa del Mundo de Tenis de Mesa de Mujeres dos veces, así como el American Open y el China Open. En los Juegos Asiáticos de 1998 en Bangkok, Wang ganó cuatro medallas de oro (individuales, dobles, dobles mixtos y equipos femeninos). Al final de 1998, ganó las finales del tour ITTF. 
En 1999, ganó la medalla de oro en el Campeonato Mundial de Tenis de Mesa y en las finales del tour ITTF, tanto en individuales como en dobles. Se convirtió en número 1 del mundo ese mismo año. En los Juegos Olímpicos de Sídney 2000 ganó dos medallas de oro en individuales y en dobles. 
Sin embargo, en los Juegos Asiáticos de 2002 en Busan, perdió la final de individuales y la de equipos femeninos. Wang Nan participó en el Campeonato Mundial de Tenis de Mesa de 2003 en París, siendo la cuarta vez que representaba a China. Ganó medallas en individuales, dobles, y dobles mixtos. En los Juegos Olímpicos de 2004 ganó los dobles femeninos con Zhang Yining. En los Juegos Olímpicos de Pekín 2008 llegó a la final femenina, pero perdió frente a Zhang Yining 8-11, 13-11, 11-8, 11-8, 11-3. 